# Alain Harel
Alain Harel (Quatre Bornes, 24 giugno 1950) è un vescovo cattolico mauriziano, dal 10 settembre 2020 vescovo di Port Victoria.

## Biografia
Alain Harel è nato a Quatre Bornes il 24 giugno 1950 in una famiglia franco-mauriziana di cinque figli.

### Formazione e ministero sacerdotale
Ha frequentato la scuola elementare presso il convento di Loreto di Quatre Bornes prima di iniziare gli studi secondari al Collège du Saint-Esprit della stessa cittadina.
Ha compiuto gli studi di filosofia e teologia nei seminari di Angers e Nantes dal 1970 al 1978.
Il 3 settembre 1978 è stato ordinato presbitero per la diocesi di Port-Louis. In seguito è stato vicario parrocchiale della basilica di Sant'Elena a Curepipe, direttore del Centro per le vocazioni e la formazione dei futuri seminaristi, parroco della parrocchia di San Gabriele a Rodrigues dal 1991, vicario episcopale della stessa isola dal 1993, parroco della parrocchia dello Spirito Santo a Bel Air dal 2000 al 2002 e vicario generale dall'agosto del 2002.

### Ministero episcopale
Il 31 ottobre 2002 papa Giovanni Paolo II lo ha nominato vicario apostolico di Rodrigues e vescovo titolare di Forconio. Ha ricevuto l'ordinazione episcopale l'8 dicembre successivo nella chiesa di San Gabriele a Port Mathurin dal cardinale Jean Margéot, vescovo emerito di Port-Louis, co-consacranti l'arcivescovo Robert Sarah, segretario della Congregazione per l'evangelizzazione dei popoli, e il vescovo di Port-Louis Maurice Evenor Piat.
Nel novembre del 2004 e nel novembre del 2018 ha compiuto la visita ad limina.
Il 10 settembre 2020 papa Francesco lo ha promosso vescovo di Port Victoria. Ha preso possesso della diocesi l'8 dicembre successivo.
Dal 2022 è presidente della Conferenza episcopale dell'Oceano Indiano. Dal 9 settembre 2012 al 2020 è stato vicepresidente della stessa.
Ha partecipato alla III assemblea generale straordinaria del Sinodo dei vescovi, che ha avuto luogo nella Città del Vaticano dal 5 al 19 ottobre 2014 sul tema "Le sfide pastorali della famiglia nel contesto dell'evangelizzazione" e alla XV assemblea generale ordinaria del Sinodo dei vescovi che ha avuto luogo nella Città del Vaticano dal 3 al 28 ottobre 2018 sul tema "I giovani, la fede e il discernimento vocazionale".

## Genealogia episcopale
La genealogia episcopale è:
- Cardinale Scipione Rebiba
- Cardinale Giulio Antonio Santorio
- Cardinale Girolamo Bernerio, O.P.
- Arcivescovo Galeazzo Sanvitale
- Cardinale Ludovico Ludovisi
- Cardinale Luigi Caetani
- Cardinale Ulderico Carpegna
- Cardinale Paluzzo Paluzzi Altieri degli Albertoni
- Papa Benedetto XIII
- Papa Benedetto XIV
- Papa Clemente XIII
- Cardinale Marcantonio Colonna
- Cardinale Hyacinthe Sigismond Gerdil
- Cardinale Giulio Maria della Somaglia
- Cardinale Carlo Odescalchi, S.I.
- Cardinale Costantino Patrizi Naro
- Cardinale Lucido Maria Parocchi
- Papa Pio X
- Cardinale Gaetano De Lai
- Cardinale Raffaele Carlo Rossi, O.C.D.
- Cardinale Amleto Giovanni Cicognani
- Arcivescovo Paolo Mosconi
- Cardinale Jean Margéot
- Vescovo Alain Harel